# 한국경제지리학회
사단법인 한국경제지리학회(The Economic Geographical Society of Korea, EGSK)는 경제지리학의 연구와 경제지리적 현실과 관련된 제반 문제를 해결하고, 회원 상호간의 교류를 목적으로 1997년 11월 22일에 설립된 학술단체이다. 사무실은 서울특별시 광진구 능동로 120 건국대학교 문과대학 강의동 107호에 있다. 국내외 학술대회 개최, 학회지 및 기타 출판물 발행, 관련 기관과의 협력 및 교류 등을 활동하고 있다. 학술지 《한국경제지리학회지》를 발간하고 있다.

## 주요 사업
- 학회지 및 기타 출판물 편찬사업
- 국내외 학술대회 개최
- 학술 및 정책연구와 교육
- 유관학술단체 및 기관과의 협력 및 교류
- 기타 본 학회의 목적을 달성하는데 필요한 사업

## 임원
- 회장
- 부회장
  - 국제교류
  - 학연협력
  - 학술
  - 운영
- 감사
- (일반)위원회
  - 국제교류
  - 학연협력
  - 학술
  - 운영
- 특별위원회
  - YSS(Young Scholar Society)
  - 미디어홍보
  - 연구·정책·기획
  - 경제지리교육
- 고문
- 운영국장
- 운영간사
- 이사

## 학술지
- 《한국경제지리학회지》[1]